# Pau ferro
Pau ferro är ett sydamerikanskt träslag, främst förekommande i Brasilien och Bolivia, från trädarterna Libidibia ferrea (äldre namn Caesalpinia ferrea) och Machaerium scleroxylon. Virket är hårt och mycket tungt. Det är också tätådrat och vackert. Det används bland annat till golv, möbler och vid tillverkning av gitarrer och basar. På svenska kallas träslaget ofta järnträ.
Pau Ferro används som ersättning för jakaranda (rosewood), då det har ungefär samma egenskaper men är lite ljusare i färgen. Det kallas även ibland för boliviansk jakaranda, men är inte släkt med jakaranda annat än till namnet.

## Allergiinformation
Pau ferro innehåller (R)-3,4-dimethoxydalbergion som är en stark allergen kapabel att frambringa akuta allergiska reaktioner och hudirritation vid bearbetning.